# Routine-Aktivitäts-Theorie
Die Routine-Aktivitäts-Theorie (auch Routine-Aktivitäts-Ansatz, englisch: Routine Activity Approach) ist eine 1979 von den US-amerikanischen Kriminologen Lawrence E. Cohen und Marcus Felson publizierte Kriminalitätstheorie. Sie besagt, dass es für Straftaten einen motivierten Täter, ein erreichbares und geeignetes Tatziel sowie die Abwesenheit schutzbereiter Dritter geben muss. Somit beschreibt die Routine-Aktivitäts-Theorie Straftaten als Ereignis, die weniger von der Persönlichkeit und Sozialisation des Täters abhängt als von der Situation, in der sich der Täter befindet.
Cohen und Felson gehen davon aus, dass sozialer Wandel und technischer Fortschritt die Routineaktivitäten verändert haben, woraus sich neue Tatgelegenheiten ergeben. So sind beispielsweise Häuser häufiger menschenleer, weil auch die Frauen außerhalb des Haushalts arbeiten (Zunahme der Wohnungseinbrüche). Mobiltelefone (als anderes Beispiel) ermöglichen bessere Tatabsprachen und sind selbst eine günstige Diebstahlsbeute. Die Autoren betrachten Kriminalität aus der Perspektive des Routine Activity Approaches nicht als Symptom gesellschaftlichen Niedergangs, sondern als unspektakuläre Nebenwirkung veränderter Lebensbedingungen.
Die kriminalpolitische Konsequenz aus dem Routine Activity Approach ist die so genannte Situational Crime Prevention. Sie versucht nicht, durch Resozialisierung, Abschreckung oder  Absonderung des Täters zukünftige Straftaten zu verhindern, sondern setzt ausschließlich auf die Reduktion der kontextuellen und situativen Möglichkeiten für Kriminalität. Die Erfolge derartiger Maßnahmen sind vielfach empirisch belegt worden, doch wird der situativen Kriminalitätsprävention vorgeworfen, lediglich Deliktsverlagerung zu erzeugen.